# Iwinka

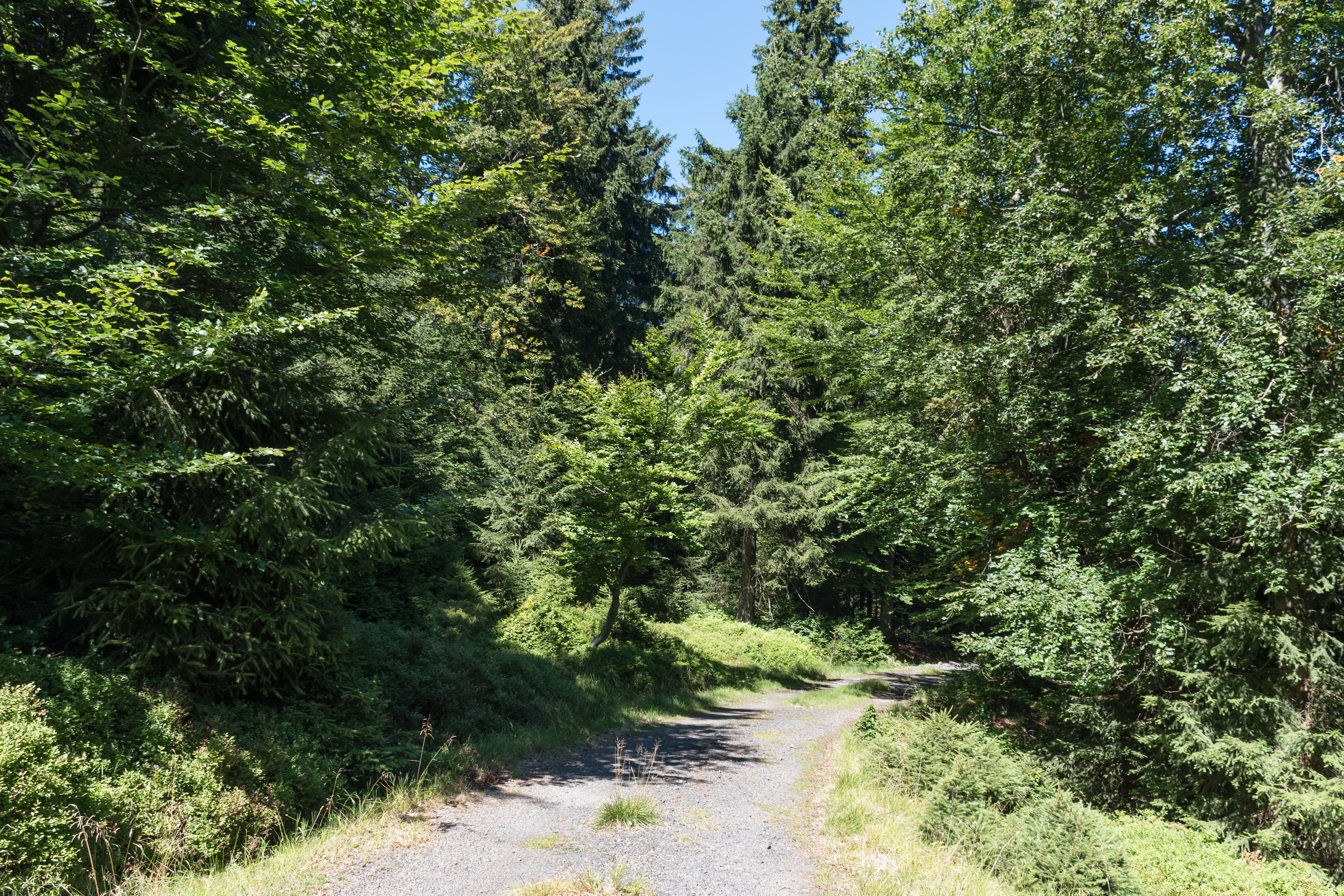
Dukt Nad Spławami na północno-wschodnim zboczu Iwinki, na obrzeżu rezerwatu przyrody Puszcza Śnieżnej Białki

Iwinka (1079 m n.p.m.) – szczyt  w Górach Bialskich w Sudetach Wschodnich, leżący na granicznym grzbiecie, oddzielającym Polskę od Czech.

## Położenie i opis
Według (Regionalizacji fizycznogeograficznej Polski) J. Kondrackiego Góry Bialskie są częścią Gór Złotych, więc Iwinka znajduje się w Górach Złotych (332.61).
Wzniesienie położone w Sudetach Wschodnich, w południowej części Gór Bialskich, na terenie Śnieżnickiego Parku Krajobrazowego, na południowo-wschodnim rozrogu odchodzącym od Rudawca, między wzniesieniem Dział po południowo-wschodniej stronie i wzniesieniem Rudawiec po północno-zachodniej stronie, około 3,8 km na południowy zachód od małej wioski Bielice.
Graniczne wzniesienie o spłaszczonym, słabo zarysowanym wierzchołku, jest ledwo zauważalne w terenie. Należy do najwyższych szczytów Gór Bialskich. Wznosi się z płaskiej prawie grani granicznej, na krawędzi „worka bialskiego”. Wzniesienie położone na kontynentalnym dziale wodnym, w całości zbudowane ze skał metamorficznych łupków łyszczykowych i gnejsów gierałtowskich, porośnięte w większości naturalnym lasem regla dolnego, a w partiach szczytowych regla górnego. Północne i wschodnie zbocza góry porasta Puszcza Jaworowa, której najbardziej cenne fragmenty objęte są ochroną jako rezerwat przyrody Puszcza Śnieżnej Białki, która stanowi teren dziki i niecywilizowany, z rzadkimi gatunkami flory i fauny. Wzniesienie pod koniec XX wieku dotknęły zniszczenia wywołane katastrofą ekologiczną w Sudetach.
Na zboczu wzniesienia, na terenie rezerwatu, w pobliżu zielonego szlaku, znajdują się pozostałości po domku myśliwskim, spalonym w okresie PRL, prawdopodobnie przez żołnierzy WOP. Domek zbudowano w pierwszej połowie XIX wieku na polecenie Marianny Orańskiej, właścicielki tutejszych dóbr.

## Turystyka
Obok szczytu prowadzi szlak turystyczny
- zielony – fragment prowadzący z Orłowca na Halę pod Śnieżnikiem i dalej, przechodzi północno-wschodnim zboczem wzniesienia przez środek rezerwatu, omijając szczyt.
- Szczyt nie jest oznakowany i nie prowadzi na niego szlak, do szczytu dochodzi się od zielonego szlaku wzdłuż granicy państwa, wąskim pasem pozbawionym drzew.
- Szczyt położony jest na zalesionym terenie i nie stanowi punktu widokowego. Ze zbocza Iwinki rozciąga się panorama na Góry Bialskie.